# Jesus, Mary and Joseph!
Jesus, Mary and Joseph! (titulado ¡Jesús, María y José! en Hispanoamérica y España) es el octavo episodio de la undécima temporada de la serie de televisión Padre de familia. Se estrenó originalmente el 23 de diciembre de 2012 en Estados Unidos mediante FOX.
El episodio fue pospuesto una semana debido a la Masacre de la Escuela Primaria de Sandy Hook que fue solo dos días antes del estreno planeado.

## Argumento
Cuando la familia Griffin pone el árbol de Navidad, Meg encuentra un adorno del nacimiento de Jesucristo en el pesebre, es por eso que Peter cuenta la historia del nacimiento de Jesús.
José  y su amigo Robby (interpretado por conocen a María (interpretada por, Jesús se presenta con María y la invita a salir. Después de varias citas, José se molesta con María por rehusarse a tener relaciones sexuales, debido a que ella cree que hay algo especial destinado para ella. Mientras está trabajando en su carpintería, María le pide que hablen, más tarde en casa de ella, le revela que Dios le ha bendecido con su hijo y ella está embarazada y cuenta lo que ocurrió, dice haber sido visitada por un ángel (interpretado por Bruce) que le aviso del embarazo, José acepta lo que pasa.
De vuelta a la casa, Peter y la familia deciden llamar a la tía-abuela Helen, sin embargo, tienen problemas de comunicación, peter decide colgar y continúa con la historia.
María y José emprenden un viaje a Belén sobre una mula, José se muestra escéptico por el bebe.
Por otra parte, los Reyes Magos reciben el mensaje del nacimiento del mesías y comienzan el viaje a Belén. María y José llegan a la ciudad mientras los Reyes Magos cruzan el desierto. Al ver que se les agotó el agua, se dirigen al palacio del Rey Herodes, ellos le cuentan al rey acerca del destino de su viaje, ver el nacimiento del mesías. Herodes decide para proteger su título y ganar el amor de Jodie Foster al matar al niño. En el pueblo, son incapaces de encontrar una habitación, el gerente del lugar les niega la entrada, pero María se le "rompe la fuente", rápidamente el gerente les dice que se vayan al establo que se encuentra atrás del lugar. En el Establo María piensa en cómo llamar a su nuevo hijo y es por eso que el ángel le lleva una lista a dios con los nombres sugeridos por María y José, él no acepta ninguno y decide llamarlo Jesús. Los reyes Magos llegan con sus regalos y ven el nacimiento de Jesús. De pronto Jesús observa como se aproximan tropas del rey herodes, él presiona un botón que se encontraba en su pesebre y comienza a volar en él, pronto comienza a disparar al ejército de Herodes, quienes huyen al ver las armas de Cristo.
Después de que Peter finaliza su historia, una pareja llega a a la casa, al abrir la puerta se ve que la mujer está embarazada a punto de iniciar labor de parto y piden ayuda a la familia Griffin, ellos groseramente se niegan a ayudarles e incluso amenazan con llamarle la policía.

## Reparto
- Peter Griffin como José.
- Lois Griffin como María.
- Stewie Griffin como Jesucristo.
- Brian Griffin como Robby.
- Meg Griffin como la mula.
- Chris Griffin como el chico del tambor.
- Bruce como el ángel mandado por Dios.
- Carter Pewterschmidt como El rey Herodes.
- Joe Swanson como Rey Gaspar.
- Glenn Quagmire como Rey Melchor.
- Cleveland Brown como Rey Baltasar.
- Mort Goldman como el encargado del hotel.
- El Dr. Hartman como el médico que recibe a Jesús.